# 앨버트 카벤스
앨버트 카벤스(Albert Cavens, 1906년 10월 1일 ~ 1985년 12월 17일)는 미국의 배우, 텔레비전 배우이다.
브뤼셀에서 태어났으며 로스앤젤레스에서 사망하였다.

## 영화
- 삼총사의 아들 (1952년)
- 시라노 (1950년)
- Monsieur Beaucaire (1946년)